# 오토 벨스
오토 벨스(Otto Wels, 1873년 9월 15일~1939년 9월 16일)는 독일의 정치가다. 1919년에서 1939년까지 사민당의 당대표를 역임했다. 그는 1912년부터 1918년까지 독일 제국의회 의원을 역임했고, 1919년에서 1933년까지는 바이마르 공화국 제국의회 의원을 지냈다. 1933년 제국의회에서 행한 나치의 전권위임법에 대한 반대연설로 유명하다.

## 생애
벨스는 베를린에서 요식업자의 아들로 태어났다. 1891년 사민당에 입당했으며, 그 때 도배사 직업교육을 받기 시작했다. 벨스는 직업교육을 마치고 베를린, 레겐스부르크, 뮌헨 등지에서 도배사로 일했으며, 1895년에서 1897년 군복무를 했다.
벨스는 사민당 정치연수과정을 수료하고, 1906년 전업 정치인이 된다. 그는 도배사노조연합의 활동에도 적극적이었다. 1907년부터 브란덴부르크 당비서와 《전진》의 출판위원으로 활동한다.
뛰어난 당활동으로 1912년 선거에서 제국의회 의원(칼라우-룩카우 선거구)이 된다. 그 다음해 아우구스트 베벨의 제안에 따라 사민당 대표단에 합류한다. 벨스는 1차 대전이 끝나고 1918년 11월 9일 만들어진 베를린의 노동자군인 평의회(소비에트)의 평의원이 된다. 그 다음날에는 베를린 도시점령사령관이 된다. 도시점령사령관으로 인민해병사단의 베를린 성 철수에 관한 협상에 참여한다. 협상은 봉기수병들의 뜻대로 흘러가지 않았고, 벨스는 1918년 12월 23일에서 24일까지 봉기 수병들에게 구금되었어고, 제국군이 공격을 했지만 아무 성과가 없었다. 이후 수병과 제국정부간 협상에 의해 벨스는 풀려나고, 수병도 성을 비웠다.
벨스는 1919년부터 사민당대표가 되었고, 국민회의와 제국의회의 의원이 되었다. 그는 국민회의의 "독일 제국 헌법 초안 준비위원회" 위원을 역입했다.
캅프 쿠데타 당시 벨스는 칼 레기엔과 총파업을 이끌었으며, 그 후 구스타프 노스케의 사임을 압박했다. 그는 "제국국기단 흑적황"과 후에 "철의 전선"설립을 위해 노력했다. 벨스는 사회주의노동자 인터내셔널의 대표단 중 하나였다.
벨스는 우익과 나치당 세력에 대항하기 위해 사민당이 브뤼닝의 소수연정을 지지할 것을 주장한다. 그는 사민당을 배제할 목적으로 오토 브라운의 프로이센 주정부를 무너트린 프로이센 쿠데타 직후인 여름에는 총파업에 반대했으나, 가을이 되면서 총파업을 조직했다. 그리고 사민당과 쿠르트 폰 슐라이허 정부 간의 어떤 협상도 해서는 안된다고 주장했다.
1933년 제국의회 선거후 나치의 집권과 1차 체포가 있은 직후 사민당을 대표해 독제를 공고히 하려는 전권위임법의 거부연설을 맡게 되었다. 1933년 3월 23일 바이마르 공화국 의회의 마지막 자유 연설을 통해 전권위임법의 반대이유를 밝힌다. 참석한 사민당 의원 94명만이 이 법안에 반대표를 던진다.(독일 공산당은 방화사건으로 출입이 금지되어 있어 참석하지 못했다)
1933년 5월 당지도부는 나치 돌격대의 노조에 대한 테러의 위협 속에 벨스를 당시 프랑스가 점령하고 있던 자르브뤼켄으로 보낸다. 곧 망명 사민당 지도부는 다시 프라하로 이동한다. 1933년 8월 나치 정부는 1차 국적 박탈자 명단을 통해 벨스의 독일 국적을 박탈한다.
벨스는 프라하에서 망명 사민당 조직을 만든다. 뮌헨협정에 따라 체코가 독일에 병합되면서 망명 사민당은 프라하를 떠나 파리로 간다. (1938년 말). 벨스는 1939년 9월 16일 파리에서 향년 66세의 나이로 사망한다.

## 전권위임법 반대연설
1933년 3월 23일 벨스는 아돌프 히틀러가 제출한 전권위임법에 저항하기 위해 의회에서 최후의 저항을 한다. 제국의회 방화사건으로 제국의회가 아닌 오페라극장 크롤에서 개최되었다. 회의장내에서 나치돌격대 대원들의 위협속에 벨스는 전권위임법에 대한 반대 연설을 한다.
우리 독일 사회민주당은 이 역사적 순간에 인간성과 정의, 자유, 사회주의에 대한 신념을 밝힌다. 전권위임법이 당신들에게 영원 불멸의 이념을 없앨 수 있는 힘을 주지는 못한다. … 또한 독일 사민당은 이 박해를 통해 새로운 힘을 얻을 것이다. 우리는 박해받고 억압받는 이들에게 안부를 전한다. 제국내의 동지들에게 안부를 전한다. 여러분의 의연함과 충직함은 존경받을 만하다. 여러분들의 확신에 찬 용기, 끊임없는 확신은 밝은 미래를 보장한다.

벨스는 히틀러를 향해 다음과 같이 선언한다.
| “ | 우리의 자유와 생명을 빼앗을 수 있지만, 우리의 명예를 빼앗을 수는 없다 | ” |

히틀러는 벨스의 연설에 "나도 당신들에게 찬성해달라고 안한다. 독일이 자유롭게 되어야지만 당신들에 의해서는 아니다."라고 답한다.
전권위임법에 대한 투표 결과 사민당 소속 94명의 의원들을 제외한 모든 재석 의원이 찬성해 통과된다. 81명의 독일 공산당 소속 의원들은 비상사태법에 따라 나치 돌격대가 의회 출입을 막고 있는 상태였고 가톨릭 중앙당은 찬성 몰표를 던졌다. 전권위임법은 입법권을 내각에 넘겨주는 것으로, 전권위임법으로 독일 의회 민주주의는 붕괴된다. 전권을 위임받은 나치정부는 이 법이 통과된 몇 주 후 나치당을 제외한 모든 정당을 금지하는 법률을 만든다.

## 같이 보기
- 전권위임법
- 독일 사회민주당